# Oliver Tambo

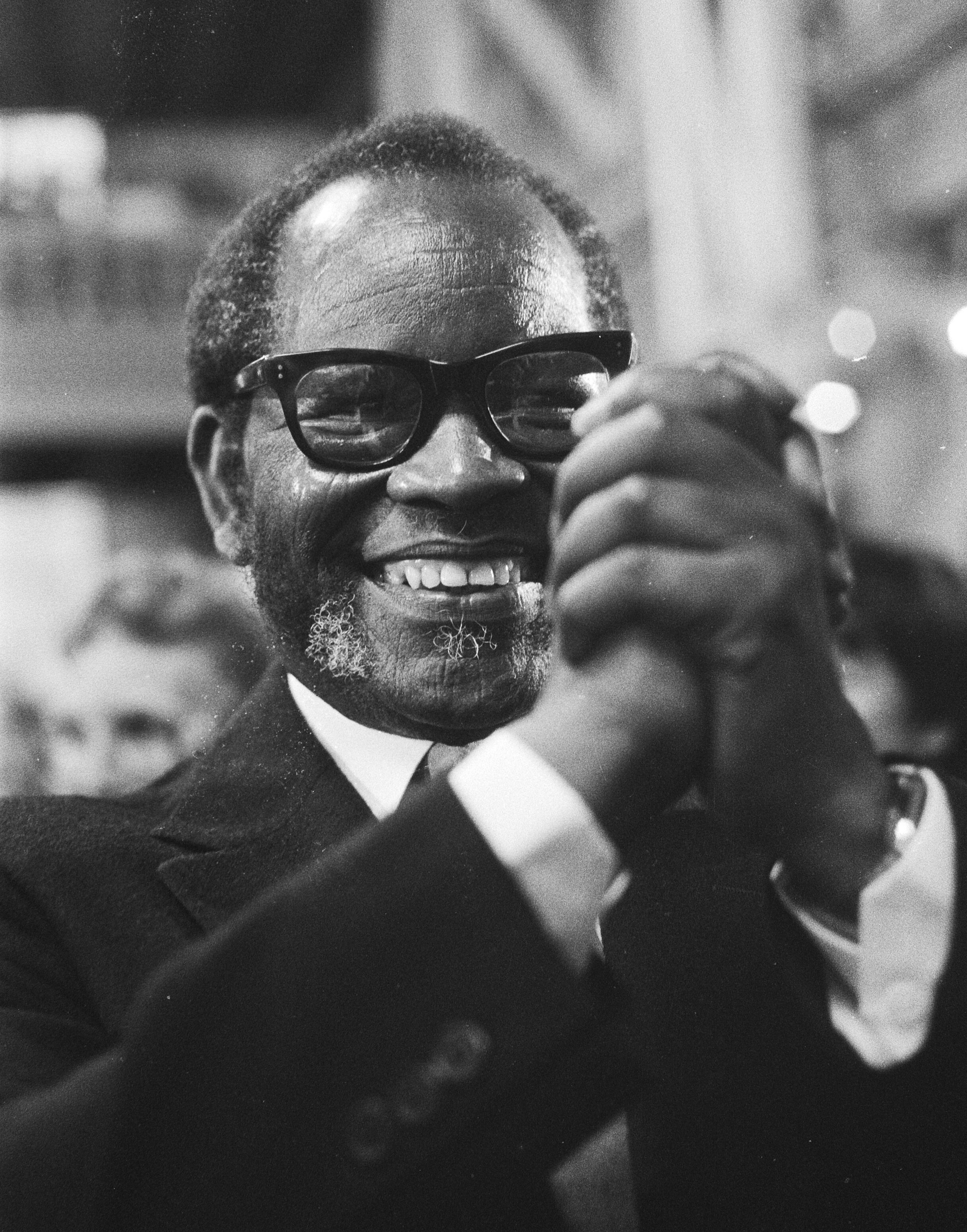
Oliver Tambo (1983)

Oliver Reginald Tambo, född 27 oktober 1917 i Bizana, Östra Kapprovinsen, död 24 april 1993 i Johannesburg, var en sydafrikansk politiker och en av ledarna för kampen mot den sydafrikanska rasåtskillnadspolitiken, apartheid. 
Tambo var en framstående person den antirasistiska motståndsrörelsen ANC. Han startade 1947 ANC:s ungdomsavdelning tillsammans med Nelson Mandela och Walter Sisulu. Ungdomsavdelningen sågs inom partiet som mycket radikal, innan den slutligen fick sitt erkännande. Tambo startade även en advokatbyrå med Mandela år 1952.
Mellan 1967 och 1991 var Tambo ANC:s partiledare, fram till att Nelson Mandela tog över makten sedan han blev frisläppt från fängelset i samband med apartheidregimens avveckling.
Tambo levde under trettio år i exil i London. Vid några tillfällen besökte han också Sverige. Han höll tal vid Folkriksdagen mot apartheid, i Stockholm, år 1986. Under fyra månader 1989–90 vårdades han på sjukhus i Sverige efter ett slaganfall. Det var också i Sverige som han träffade Nelson Mandela första gången efter att denne släppts ur fängelse.